# Ołeksandr Jarosławski
Ołeksandr Władyłenowycz Jarosławski (ukr. Олександр Владиленович Ярославський, ur. 5 grudnia 1959 w Mariupolu) – ukraiński biznesmen i działacz sportowy, do 2013 roku właściciel i prezes klubu piłkarskiego Metalist Charków.

## Życiorys
W 1977 ukończył studia w Charkowskim Instytucie Żywności. Po służbie w wojsku ukończył Szkołę Milicji. W 1991 ukończył Odeski Technologiczny Instytut Gospodarki Żywnościowej, otrzymując tytuł kandydata nauk technicznych. Prezes grupy finansowej Development Construction Holding (DCH). Od 1998 Prezes UkrSibbanku.
Jako działacz sportowy zaangażował się w pracę w klubie Metalist Charków. W 2004 został wybrany jego honorowym prezesem.
Prowadzi również biznes w branży chemicznej. Majątek oceniono ok. 1,2 mld. dolarów.
Z dwóch pierwszych małżeństw ma dwóch synów. Obecnie jest trzeci raz żonaty z Mariną (ur. 1988), z którą ma dwoje małych dzieci.